# Ігри нескорених 2023

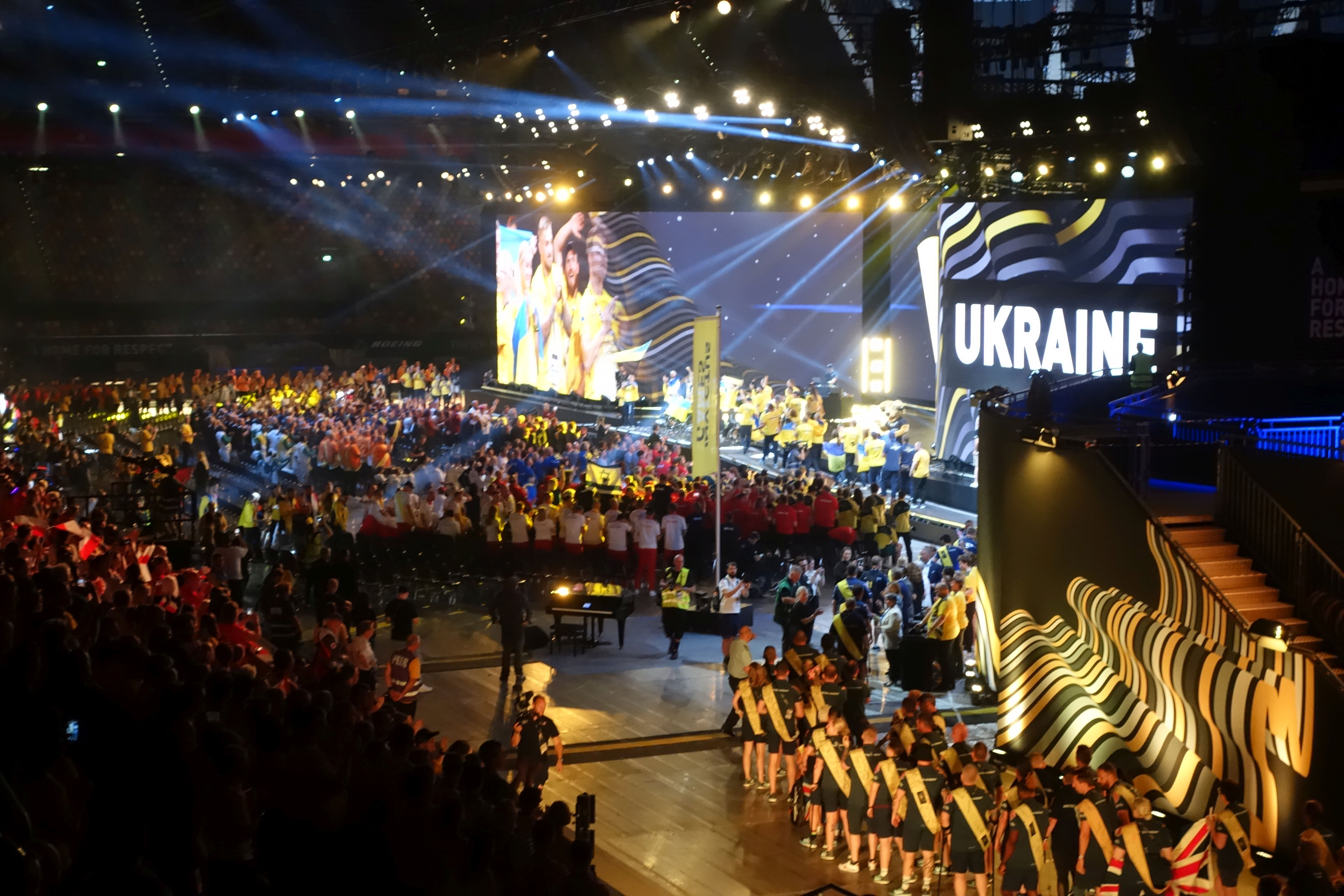
Вихід української команди на заключній церемонії

Ігри нескорених 2023 були адаптивною мультиспортивною подією для поранених, травмованих і хворих ветеранів і активного персоналу оборони, які відбулися в Дюссельдорфі, Німеччина, у вересні 2023 року після одноразового відкладення. Це був шостий раз проведення Ігор нескорених.

## Розробка та підготовка
Ігри мали відбутися у 2022 році в Дюссельдорфі, Німеччина. Після перенесення Ігор 2020 року, які мали відбутись у Гаазі на 2022 рік, Ігри в Дюссельдорфі були відповідно перенесені на 2023 рік.

## Ігри

### Країни-учасниці
Разом із Колумбією та Ізраїлем Нігерія також дебютувала на Іграх 2023 року,.ставши першою африканською країною в історії, яка приєдналася до Ігор Нескорених. Ірак не брав участі в цих Іграх нескорених. 21 країна-учасниця:
- Австралія (31)
- Бельгія (11)
- Канада
- Колумбія
- Данія
- Естонія
- Франція
- Грузія
- Німеччина (приймаюча країна)
- Ізраїль
- Італія
- Йорданія
- Нідерланди
- Нігерія
- Нова Зеландія
- Польща
- Румунія
- Південна Корея
- Україна (25)
- Велика Британія
- Сполучені Штати Америки

### Спорт
На Іграх змагаються з 10 адаптивних видів спорту.
- Стрільба з лука
- Легка атлетика
- Велоспорт
- Веслування у приміщенні
- Пауерліфтинг
- Волейбол сидячи
- Плавання
- Настільний теніс
- Баскетбол на візках
- Регбі на візках

## Медалісти
У 229 змаганнях розіграно 666 медалей.

### Таблиця нагород
Джерело: 
   *   Країна-господарка ( Німеччина)
| Місце               | Країна                | Золото | Срібло | Бронза | Загалом |
| ------------------- | --------------------- | ------ | ------ | ------ | ------- |
| 1                   | Україна (UKR)         | 12     | 14     | 8      | 34      |
| 2                   | Бельгія (BEL)         | 4      | 5      | 2      | 11      |
| 3                   | США (USA)             | 2      | 2      | 0      | 4       |
| 4                   | Велика Британія (GBR) | 2      | 0      | 0      | 2       |
| 5                   | Колумбія (COL)        | 0      | 1      | 1      | 2       |
| 6                   | Канада (CAN)          | 0      | 0      | 1      | 1       |
| Загалом (6 збірних) | Загалом (6 збірних)   | 20     | 22     | 12     | 54      |

## ЗМІ та мовлення
BBC оголосила, що транслюватиме події на BBC iPlayer і Red Button.